# اسپرم
'اِسپِرم یا زامه(به انگلیسی: Sperm)، به سلول‌های جنسی موجود مذکر می‌گویند که در غده‌های جنسی تولید می‌شود. واژه اسپرم برگرفته از واژه یونانی اسپرما (به یونانی: σπέρμα) به معنای دانه یا بذر است. اسپرم یا اسپرماتوزوآی بالغ، سلول جنسی (گامت) جنس مذکر در بیشتر جاندارانی است که به روش جنسی بارور می‌شوند. اسپرم تک‌دسته است و برای تحرک خود فروکتوز را که در منی وجود دارد، در میتوکندری‌های خود می‌سوزاند و به انرژی تبدیل می‌کند.
در انسان اسپرم در بیضه آغاز به ساخته‌شدن می‌کند و پس از تکامل در اپیدیدیم، با منی از بدن خارج می‌شود. اشکال در ساخت یا آزادسازی اسپرم می‌تواند موجب ناباروری مردان شود. در واقع تولید اسپرم یکی از پیچیده‌ترین و طولانی‌ترین فرایندها در بدن است که با تخصصی شدن سلول‌های جنسی اولیه در دوران جنینی آغاز می‌شود و بعد با اسپرم‌سازی و تمایز اسپرم در بیضه‌ها در دوران بلوغ ادامه پیدا می‌کند.
بر پایهٔ برخی پژوهش‌ها تولید اسپرم در همهٔ جانداران به ۶۰۰ میلیون سال پیش برمی‌گردد. تولید اسپرم در همهٔ جانداران زیر تأثیر ژنی به نام بول (به انگلیسی:Boule) است. این ژن در طی تکامل انسان از آغاز تاکنون بی‌تغییر باقی مانده‌است و در همهٔ جانداران وجود دارد. وجود اسپرم برای نخستین بار توسط آنتونی فان لیوونهوک و با کمک میکروسکوپ در سال ۱۶۷۷ کشف شد.

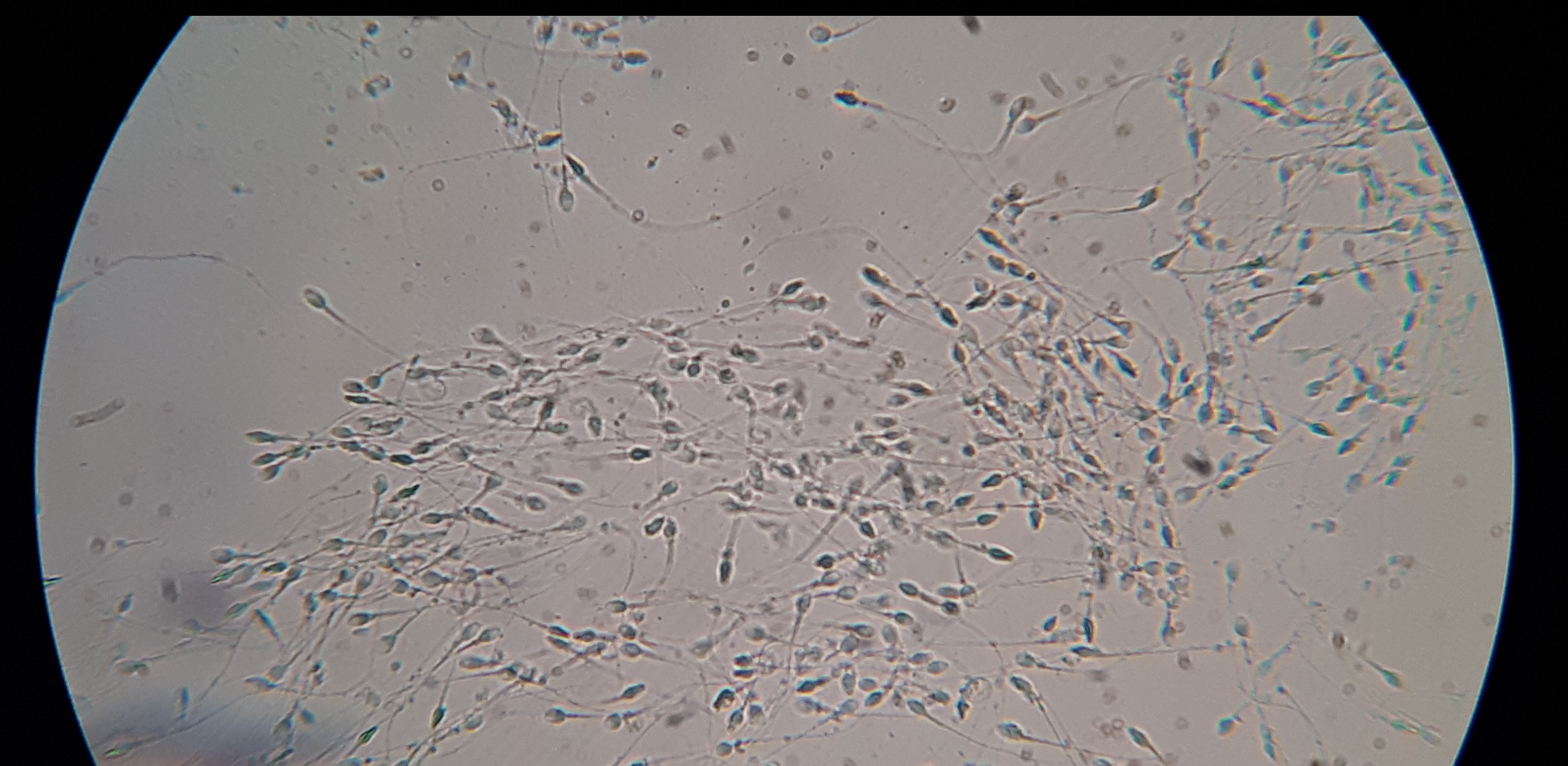
اسپرم زیر میکروسکوپ

## تولید اسپرم
در انسان با فرارسیدن زمان بلوغ، ساخت همیشگی اسپرم در بیضه‌ها با سرعت حدود ۱۲۵ میلیون اسپرم در روز آغاز می‌شود (در هر ثانیه حدود ۱۵۰۰ اسپرم). اسپرم‌ها در اطراف دیواره‌های لوله‌های سمینیفر تکامـل پیدا می‌کنند و دم‌های آن‌ها که آن‌ها را قادر به شنا کردن می‌کنند، به سمت مرکز لوله‌ها قرار می‌گیرند. اسپرم بالغ در یک لولهٔ پیچ در پیچ به نام اپیدیدیم که پشت هر بیضه جای دارد، نگهداری می‌شود. سرانجام اسپرم‌ها یا در طی فعالیت جنسی با انزال بیرون می‌روند یا به داخل بدن بازجذب می‌شوند.

### کاهش تولید
از دلایل کاهش تولید اسپرم در مردان می‌توان به کشیدن سیگار، اضافه وزن، تغذیه و هر چه باعث گرم شدن بیضه‌ها شود که می‌توان به نشستن طولانی مدت اشاره کرد. همچنین ورزش تأثیر بسیاری بر تولید اسپرم دارد به نحوی که مردانی که در طول روز بیش از ۱۵ ساعت تحرک دارند حدود ۷۳ درصد نسبت به مردان کم‌تحرک بیشتر اسپرم تولید می‌کنند. کاهش تولید اسپرم در مردان لزوماً به ضعف قدرت باروری منجر نمی‌شود. اسپرم انسان در بدن زن چهار تا پنج روز زنده می‌ماند اما بیرون بدن مدت بسیار کوتاهی زنده می‌ماند.

## کیفیت اسپرم
سال‌هاست که پژوهش‌گران در تلاش‌اند ارتباط میان جذابیت ظاهری و قدرت باروری مردان را مشخص کنند. اما همواره نتایج درهم و متغیر بوده‌است. اخیراً پژوهشی از ژورنال زیست‌شناسی تکاملی گام مهمی در این زمینه برداشته و به دو یافتهٔ مهم دست‌یافته‌است: ۱-به‌طورکلی مردانِ جذاب‌تر و ظریفتر اسپرم سالم‌تری دارند، ۲-هرچه فرد چهرهٔ مردانه‌تر داشته باشد اسپرم جنب و جوش کمتری دارد. دستاورد اصلی بررسی فوق در این نهفته بود که توانستند به مقایسه‌ایی بین توانایی اسپرم و مردانه بودن چهره‌ها دست یابند. به عبارت دقیق‌تر هر چه قدر صورت و گونه مردان برجسته تر و پهن‌تر باشد اسپرم‌های تنبل و بی‌رمق‌تری دارند.
پژوهش هیچ دلیل روشن و دقیقی برای این ارتباط ذکر نکرده‌است ولی اشاره به این فرضیه شد که افراد دارای چهره‌های مردانه سکس بیشتری داشته‌اند و به همین دلیل نیازی به اسپرم‌های سریع و پر انرژی برای حامله‌کردن شریک جنسی‌شان نبود. درحالی‌که افراد فاقد چهره و هیبت مردانه (و بدن غیر عضلانی تر) شانس کمتری برای رابطهٔ جنسی داشتند و نیاز تطبیقی شان طوری تنظیم شده‌است که بیشترین بهره را از این شانس کم ببرند؛ بنابراین شرط بقا، امکان برای شان فراهم شده‌است که اسپرمی با شانس باروری زیاد (حجم، تعداد و سرعت) تولید کنند.

### تأثیر سلامت مردان بر کیفیت اسپرم
معمولاً اسپرم مردان کمتر از چهل سال سالم‌تر هستند. البته سیگار نکشیدن، دوری کردن از گرما، دوری از استرس، کم نوشیدن نوشیدنی‌های کافئین دار (نوشابه گازدار، قهوه و …)، مصرف کردن فولات (ویتامین ب ۹ یا اسید فولیک)، رعایت کردن رژیم غذایی کم چرب و دوری از سموم محیطی بر سلامت اسپرم تأثیر جدی دارد.

## اسپرم آزمایشگاهی
در فوریه ۲۰۱۶ پژوهشگران چینی موفق شدند با تولید اسپرم در آزمایشگاه، بچه موش‌های سالم تولید کنند. بچه موش‌هایی که از این اسپرم‌های آزمایشگاهی به دنیا آمدند نه فقط سالم بودند بلکه خود نیز صاحب بچه‌هایی سالم شدند. در واقع آن‌ها فرایند میوز آزمایشگاهی را تکمیل کردند و برای تولید اسپرم در آزمایشگاه از سلول‌های بنیادی جنینی استفاده کردند. پژوهشگران چینی با استفاده از محیط کشت سه بعدی، هورمون‌ها، مواد شیمیایی و بافت بیضه این سلول‌های چند قابلیتی (multipotent) را به سوی اسپرم شدن سوق دادند. البته آنچه پژوهشگران تولید کردند یک مرحله پیش از تکامل نهایی اسپرم است، مرحله‌ای که به آن اسپرماتید می‌گویند.

## هسته‌های اسپرم
تقریباً در همه جنینوفی‌ها، از جمله بیشتر ژیمواسپرم‌ها و تمام آنژیواسپرم‌ها، گامتوفیت‌های مذکر (دانه گرده) حالت اصلی پراکندگی است، به عنوان مثال از طریق گرده افشانی از طریق باد یا بوسیله حشرات، این راهی است برای بی‌نیاز شدن به آب برای عبور از شکاف بین زن و مرد است. هر دانه گرده حاوی یک سلول اسپرماتوژن (مولد) است. هنگامی که گرده بر روی گیرندهٔ یک گل فرود می‌آید، جوانه می‌زند و رشد می‌کند لوله گرده را از طریق کارپ شروع می‌کند. قبل از رسیدن لوله به تخمک، هسته سلول مولد موجود در دانه گرده تقسیم می‌شود و باعث ایجاد دو هسته اسپرم می‌شود که سپس از طریق لوله به داخل تخمک برای لقاح تخلیه می‌شوند.
در برخی از پروتئین‌ها، لقاح همچنین هسته‌های اسپرم را درگیر می‌کند و نه سلول‌ها را، و از طریق یک لقاح به سمت سلول تخم حرکت می‌کنند. اومایکت‌ها هسته‌های اسپرم را در یک آنترییدیم syncytical اطراف سلول‌های تخم تشکیل می‌دهند. هسته اسپرم از طریق لقاح، شبیه به مکانیسم لوله گرده در گیاهان، به تخم‌ها می‌رسد.

## تشکیل دم اسپرم
دم اسپرم یک نوع خاص از مژک (معروف به تاژک) است. در بسیاری از حیوانات دم اسپرم از طریق فرایند منحصر به فرد سیتوزولی سیوژنز تشکیل می‌شود، که در آن تمام یا بخشی از ساقه مژکی دم اسپرم در سیتوپلاسم تشکیل می‌شود یا در معرض سیتوپلاسم قرار می‌گیرد.